# Naytahwaush, Minnesota
Naytahwaush, Minnesota (енгл. Naytahwaush) насељено је место без административног статуса у америчкој савезној држави Минесота.

## Демографија
По попису из 2010. године број становника је 578, што је 5 (-0,9%) становника мање него 2000. године.
| Група             | 2000.     | 2010.     |
| Белци             | 30 (5,1%) | 18 (3,1%) |
| Афроамериканци    | 5 (0,9%)  | 0 (0,0%)  |
| Азијати           | 0 (0,0%)  | 0 (0,0%)  |
| Хиспаноамериканци | 11 (1,9%) | 12 (2,1%) |
| Укупно            | 583       | 578       |